# Osasco (Brazília)
Osasco város Brazília São Paulo államában.
A Real Madrid futballistájának, Rodrygo Goes és a Manchester United futballistájának Antony Santos szülővárosa.

## Képek

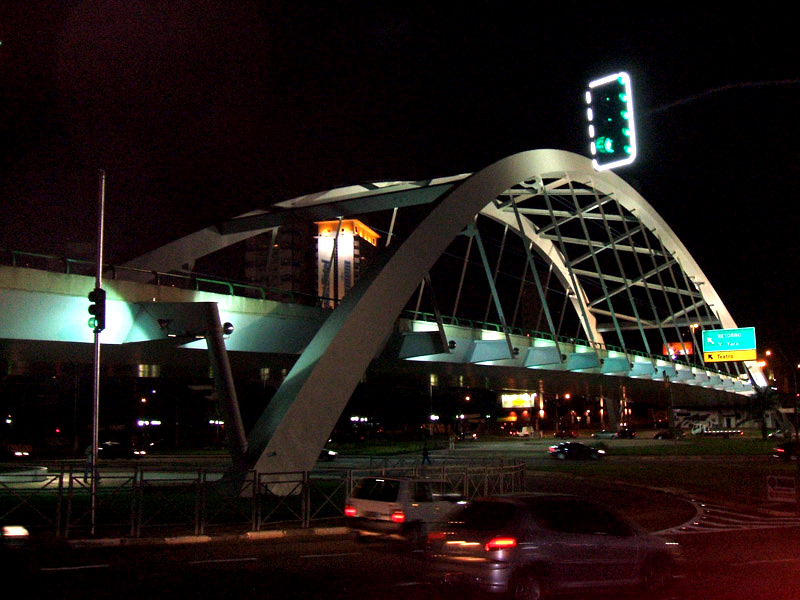
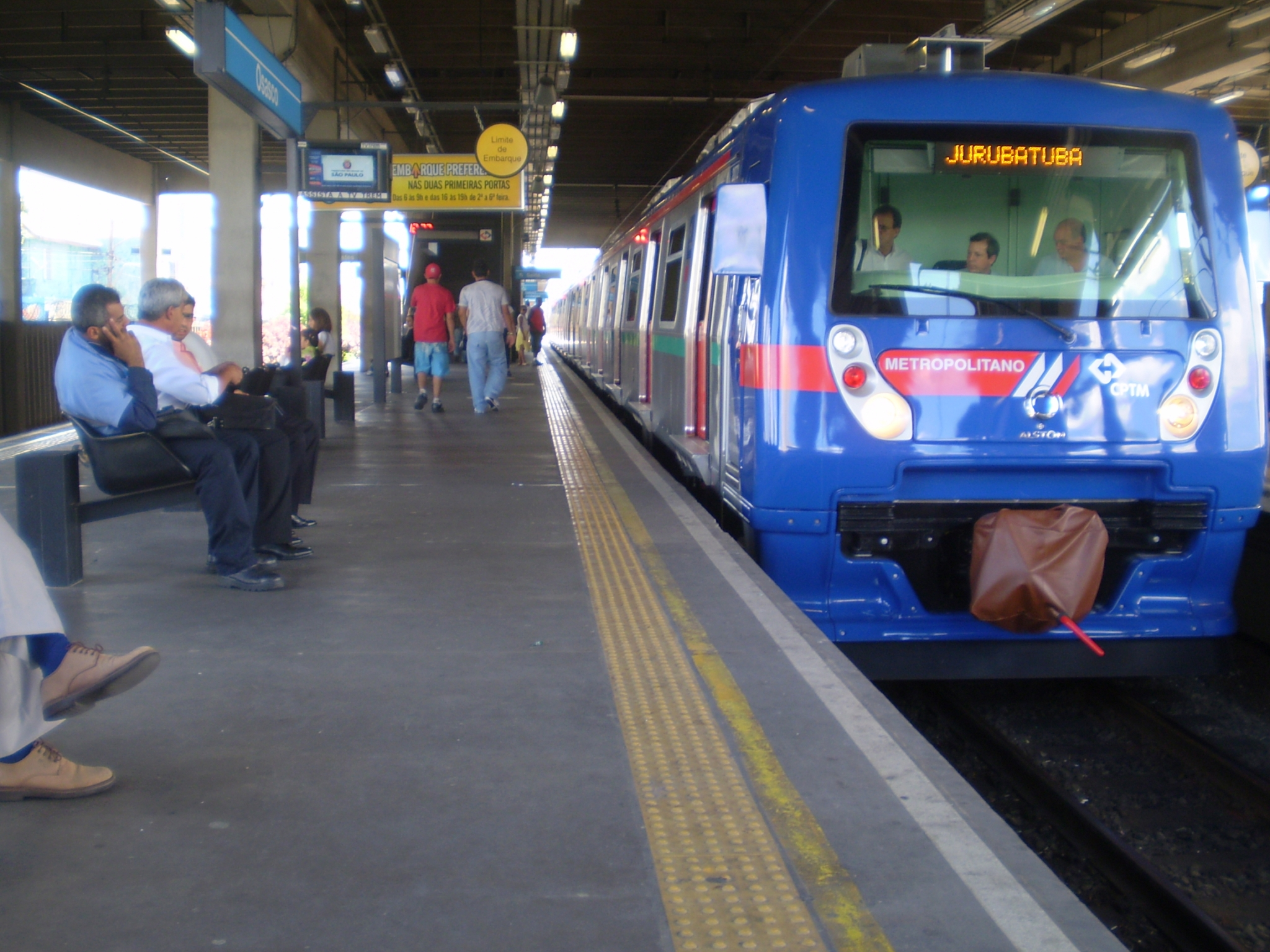

## Testvértelepülések
| - Gjumri, Örményország - Viana, Angola - Hszücsou, Kína - Cu, Japán - Osasco, Olaszország |

## Népesség
A település népességének változása:
| Lakosok száma | 652 593 | 666 740 | 694 844 | 697 886 | 699 944 | 701 428 | 728 615 |
|               | 2000    | 2010    | 2015    | 2017    | 2020    | 2021    | 2022    |